# 平岡通義
平岡 通義（ひらおか みちよし、1831年9月20日（天保2年8月15日）- 1917年（大正6年）4月2日）は、幕末の長州藩士、明治期の官僚・政治家。元老院議官、錦鶏間祗候。旧名・兵部。

## 経歴
長門国阿武郡松本村（現山口県萩市）で長州藩士の家に生まれる。干城隊参謀として第二次長州征討の石州口の戦いに従軍し、石州占領地の奉行を務めた。さらに戊辰戦争に参加し越後口から米沢まで従軍した。明治2年4月14日（1869年5月25日）越後府判事試補に就任した。
明治2年9月28日（1869年11月1日）東京府出仕となり、同少参事、同権大参事を務める。明治4年9月14日（1871年10月27日）工部少丞に就任。以後、造船権頭、製作頭兼造船頭、工部大丞兼製作頭、製作頭、営繕局長、営繕頭、内国勧業博覧会御用掛、皇居御造営御用掛、皇居御造営事務局調査課長、同監事、工部省営繕課長、同総務局営繕課長、皇居御造営残業御用掛などを歴任。
1887年12月22日、元老院議官となり、1890年10月20日の廃止まで在任し非職となり錦鶏間祗候を仰せ付けられ、1904年5月19日、願って錦鶏間祗候を免ぜられた。
平岡は工部省、皇居御造営事務局での働きを通して、セメント製造の推進、銀座通りの改築、深川猿江貯木所の改良、人材の育成などを推進し、日本の建築界の発展に尽くした。
1917年4月、老衰のため東京市外砂村の自宅で死去した。

## 家族
- 養子・平岡盛三郎 - 市川兼恭二男

## 栄典
- 1886年（明治19年）10月28日 - 従四位[7]
- 1915年（大正4年）2月27日 - 従三位[8]